# Pardosa thorelli
Pardosa thorelli là một loài nhện trong họ Lycosidae.
Loài này thuộc chi Pardosa. Pardosa thorelli được Collett miêu tả năm 1876.